# Heterophyoza
Heterophyoza – choroba pasożytnicza człowieka oraz innych ssaków mięsożernych i ptaków, wywoływana przez przywrę digeniczną Heterophyes heterophyes, występującą w krajach Dalekiego Wschodu, Basenie Morza Śródziemnego oraz na Grenlandii. W większości przypadków zakażenie tym pasożytem przebiega bezobjawowo. Jedynie w bardzo intensywnych postaciach występują: bóle brzucha, nudności, wymioty oraz biegunka (niekiedy krwawa). Lekiem z wyboru w leczeniu heterophyozy jest prazykwantel (25 mg/kg masy ciała, co 8 godzin, przez 1 dzień).